# 867 Kovacia
Kovacia è un asteroide della fascia principale, scoperto nel 1917 del diametro medio di circa 24,04 km.
Il suo nome è in onore di Friedrich Kovacs, il medico che curò la moglie dello scopritore.

## Parametri orbitali
Kovacia presenta un'orbita caratterizzata da un semiasse maggiore pari a 3,0632075 UA e da un'eccentricità di 0,1327341, inclinata di 5,98380° rispetto all'eclittica.
Stanti i suoi parametri orbitali, Kovacia è considerato un membro della famiglia Igea di asteroidi.